# Préfecture d'Anié
Anié est une préfecture située dans la région des Plateaux du Togo,. La préfecture couvre 1 967 km2, avec une population en 2022 de 180 158 habitants.
Les cantons d'Anié comprennent Anié, Pallakoko, Kolo-Kopé, Adogbénou, Glitto et Atchinèdji.